# Rhytiphora dawsoni
Rhytiphora dawsoni là một loài bọ cánh cứng trong họ Cerambycidae.